# Discografia de Mamonas Assassinas
A discografia de Mamonas Assassinas, uma banda de rock cômico brasileira, consiste em quatro álbuns de estúdio (dois póstumos), três coletâneas (póstumas), dois álbuns ao vivo (póstumos), oito singles (três póstumos), um álbum de tributo e uma fita demo.
Em 1989, foi criada a banda Utopia, formada inicialmente pelo guitarrista Bento Hinoto e os irmãos Sérgio e Samuel Reoli, baterista e baixista, respectivamente. Lançaram um único álbum de estúdio, Utopia (1992), com a formação incluindo o vocalista Dinho e o tecladista Júlio Rasec. Embora o músico e engenheiro Márcio Araújo tenha sido incluído na capa, nenhuma faixa conta com a sua participação. Dois anos depois, mudaram o nome da banda para Mamonas Assassinas, bem como o estilo musical, que passou a ser variado. Com essas mudanças, lançaram o álbum Mamonas Assassinas (1995), que lhes rendeu reconhecimento nacional e um disco de diamante triplo, além de um disco de ouro em Portugal.
Com a morte de todos os integrantes, decorrente de um acidente aéreo em 2 de março de 1996, gravadoras lançaram álbuns póstumos com canções que não foram inclusas no primeiro álbum e outras gravações da banda Utopia. A gravadora Eldorado foi a responsável pelo lançamento dos álbuns de estúdio A Utopia dos Mamonas e A Fórmula do Fenômeno (ambos de 1997). A EMI lançou três coletâneas, Atenção, Creuzebek: a Baixaria Continua! (1998; contendo a inédita "Onon Onon"), One: 16 Hits (2009) e Pelados em Santos (2011), e um álbum ao vivo, Mamonas Ao Vivo (2006). Anteriormente, a Cine Arts havia lançado Show ao Vivo - Arquivo Familiar (2002). Em 1997, DJ Marlboro produziu uma homenagem ao grupo, denominada Deu Mamonas no Funk.

## Álbuns de estúdio
| Título                | Detalhes do álbum                                                                             | N.º de vendas                            | Certificações                      | Ref.        |
| --------------------- | --------------------------------------------------------------------------------------------- | ---------------------------------------- | ---------------------------------- | ----------- |
| Utopia                | - Lançamento: 1992 - Gravadora: independente - Formatos: vinil                                | - ~ 100 (Brasil)                         |                                    | [ 6 ]       |
| Mamonas Assassinas    | - Lançamento: 23 de junho de 1995 - Gravadora: EMI, Universal Music - Formatos: CD, vinil, K7 | - 3.000.000 (Brasil) - 20.000 (Portugal) | - ABPD: 3× Diamante - AFP: 1× Ouro | [ 3 ] [ 4 ] |
| A Utopia dos Mamonas  | - Lançamento: 1997 (póstumo) - Gravadora: Eldorado - Formatos: CD                             |                                          |                                    | [ 7 ]       |
| A Fórmula do Fenômeno | - Lançamento: 1997 (póstumo) - Gravadora: Eldorado - Formatos: CD                             |                                          |                                    | [ 8 ]       |

## Coletâneas
| Título                                   | Detalhes do álbum                                  | Ref.          |
| ---------------------------------------- | -------------------------------------------------- | ------------- |
| Atenção, Creuzebek: a Baixaria Continua! | - Lançamento: 1998 - Gravadora: EMI - Formatos: CD | [ 9 ]         |
| One: 16 Hits                             | - Lançamento: 2009 - Gravadora: EMI - Formatos: CD | [ 10 ] [ 11 ] |
| Pelados em Santos                        | - Lançamento: 2011 - Gravadora: EMI - Formatos: CD | [ 12 ]        |
| Nota: todos foram lançados postumamente  |                                                    |               |

## Álbuns ao vivo
| Título                                  | Detalhes do álbum                                         | Ref.   |
| --------------------------------------- | --------------------------------------------------------- | ------ |
| Show ao Vivo - Arquivo Familiar         | - Lançamento: 2002 - Gravadora: Cine Arts - Formatos: DVD | [ 11 ] |
| Mamonas ao Vivo                         | - Lançamento: 2006 - Gravadora: EMI - Formatos: CD        | [ 13 ] |
| Nota: todos foram lançados postumamente |                                                           |        |

## Fitas demo
| Título             | Detalhes do álbum                                                      | Ref.          |
| ------------------ | ---------------------------------------------------------------------- | ------------- |
| Mamonas Assassinas | - Lançamento: outubro de 1994 - Gravadora: independente - Formatos: K7 | [ 14 ] [ 15 ] |

## Singles
| Título                 | Lançamento | Álbum                                    |
| ---------------------- | ---------- | ---------------------------------------- |
| "Pelados em Santos"    | 1995       | Mamonas Assassinas                       |
| "Vira-Vira"            | 1995       | Mamonas Assassinas                       |
| "Robocop Gay"          | 1995       | Mamonas Assassinas                       |
| "Mundo Animal"         | 1995       | Mamonas Assassinas                       |
| "1406"                 | 1996       | Mamonas Assassinas                       |
| "Desnudos en Cancún"   | 1998       | Atenção, Creuzebek: a Baixaria Continua! |
| "Chopis Centis/Joelho" | 1998       | Atenção, Creuzebek: a Baixaria Continua! |
| "Onon Onon"            | 1998       | Atenção, Creuzebek: a Baixaria Continua! |

## Álbuns de tributo
| Título              | Detalhes do álbum                                                                | Ref.   |
| ------------------- | -------------------------------------------------------------------------------- | ------ |
| Deu Mamonas no Funk | - Lançamento: 2017 - Gravadora: Universal Music - Formatos: CD, download digital | [ 16 ] |

## Videoclipes
| Título               | Ano  | Diretor                      |
| -------------------- | ---- | ---------------------------- |
| "Pelados em Santos"  | 1995 | João Elias Jr.               |
| "Vira-Vira"          | 1995 | André Andrade e Sérgio Nedal |
| "Desnudos en Cancún" | 1998 |                              |